# Proctacanthus dina
Proctacanthus dina är en tvåvingeart som beskrevs av Charles Howard Curran 1934. Proctacanthus dina ingår i släktet Proctacanthus och familjen rovflugor. Inga underarter finns listade i Catalogue of Life.